# Assedio della sede dell'OPEC di Vienna
Il 21 dicembre 1975 sei presunti militanti palestinesi attaccarono a Vienna la sede dell'OPEC, durante la riunione semestrale dei leader; gli aggressori presero più di 60 ostaggi dopo aver ucciso un poliziotto austriaco, un ufficiale della sicurezza iracheno e un economista libico. Molti altri individui furono feriti.
Il cosiddetto gruppo "Braccio della rivoluzione araba" era guidato da Carlos lo Sciacallo. L'assedio terminò due giorni dopo, senza ulteriori vittime.

## Assalto
Il piano dell'attacco prevedeva inizialmente la presa in ostaggio di tutti e undici i ministri del petrolio presenti alla riunione, con la successiva uccisione del ministro saudita Ahmed Zaki Yamani e di quello iraniano Jamshid Amuzegar.

## Voli
Dopo l'assalto Carlos chiese che fosse fornito un DC-9 dalla Austrian Airlines e relativo equipaggio ed un autobus per portare il suo gruppo e gli ostaggi all'aeroporto. L'aereo debitamente rifornito partì per Tripoli, dove intervennero problemi nell'acquisire un altro aereo, come era stato programmato.
Carlos decise allora di tornare ad Algeri e di passare ad un Boeing 707, un aereo abbastanza grande per poter raggiungere la destinazione desiderata, Baghdad, senza sosta. Nella sosta libica vennero rilasciati dieci ostaggi. Con gli ostaggi rimasti, partì per Algeri, dove arrivò alle 3:40 del mattino. Dopo aver lasciato l'aereo per incontrare gli algerini, Carlos decise di rilasciare tutti gli ostaggi, compresi Yamani e Amuzegar, in cambio di un salvacondotto offerto dagli algerini.
Negli anni successivi al raid, i complici di Carlos hanno rivelato che l'operazione era comandata da Wadie Haddad, fondatore del Fronte popolare per la liberazione della Palestina. Hanno anche affermato che l'idea e il finanziamento provenivano dal presidente libico Muhammar al-Gheddafi in Libia. Carlos è stato infine catturato nel 1994 e sta scontando condanna all'ergastolo per almeno altri 16 omicidi imputatigli.

## Nella cultura di massa
- All'inizio del film del 1997 The Assignment - L'incarico viene descritto l'assedio dell'Opec.
- La serie Carlos, diretta da Olivier Assayas, nel 2010, documenta la vita di Ramírez Sánchez.